# Hello Cheyenne
Hello Cheyenne, soms met een uitroepteken geschreven, is een Amerikaanse western uit 1928. In Nederland werd ook de titel De doodende draad gebruikt. Recensenten prezen vooral het acteerwerk van Caryl Lincoln. De stomme film is verloren gegaan.

## Verhaal
Telefoonmaatschappijen leveren onderling een strijd om de eerste lijn tussen Cheyenne en Rawhide te mogen aanleggen. Fremont Cody (Joseph W. Girard), de eigenaar van een van de concurrerende bedrijven, huurt Tom Remington (Tom Mix) in om uit te kijken naar mogelijke sabotage door de rivaal. Als Cody's dochter Diana Cody (Caryl Lincoln) wordt ontvoerd door de concurrent Jeff Bardeen (Martin Faust) komt Remington in actie. Op een gegeven moment kruipt hij zelfs onder een op hol geslagen wagen om zodoende aan zijn achtervolgers te ontsnappen. Diana Cody wordt uiteindelijk bevrijd en haar vader wint de strijd voor zijn bedrijf.

## Rolverdeling

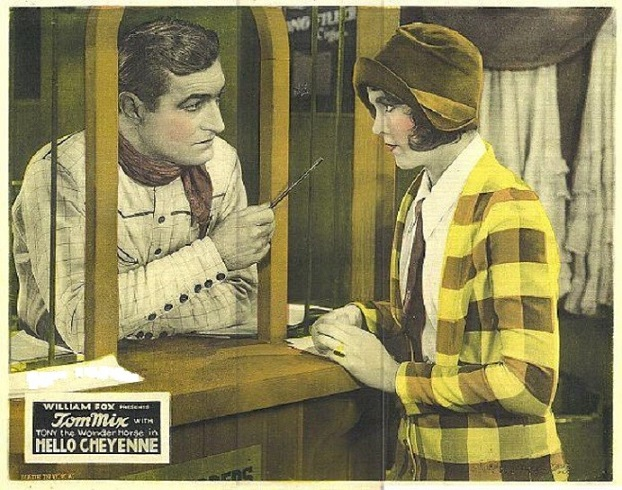
Advertentie voor de film

| Acteur           | Personage     |
| ---------------- | ------------- |
| Tom Mix          | Tom Remington |
| Caryl Lincoln    | Diana Cody    |
| Jack Baston      | Buck Lassiter |
| Martin Faust     | Jeff Bardeen  |
| Joseph W. Girard | Fremont Cody  |
| Al St. John      | Zip Coon      |
| William Caress   | Buschauffeur  |
| Tony het paard   | Tony          |